# Orquestra de Cambra Teatre Lliure
Das Orquestra de Cambra Teatre Lliure (Kammerorchester Freies Theater Barcelona) war ein Kammerorchester, das sich der Musik des 20. Jahrhunderts verschrieben hat und das die musikalische Unterstützung von Theaterproduktionen übernahm. Das Orchester wurde 1985 von Josep Pons, Jaume Cortadellas und Lluís Vidal auf Initiative des Theaterregisseurs  Fabià Puigserver in Barcelona gegründet. Es hatte seinen Sitz im Teatre Lliure, dem Freien Theater von Barcelona.

## Geschichte
Das Ensemble bestand aus fünf Bläsern, fünf Streichern einer Trompete, einer Posaune, einem Klavier und Schlagzeug. Wenn das Repertoire es erforderte, konnte das Ensemble erweitert werden. Die Zielsetzung des Orchesters kann man in folgenden drei Punkten zusammenfassen:
- die Überarbeitung zeitgenössischer Klassiker und die Uraufführung in Auftrag gegebener Werke.
- die Neuinterpretation zeitgenössischer, populärer und traditioneller Musikwerke, um sie für die Aufführung durch ein Kammerensemble anzupassen.
- die Unterstützung von Theaterproduktionen des Teatre Lliure durch passende Bühnenmusiken.

In den letzten Jahren seines Bestehens stellte sich das Orchester der Aufgabe, Musik aus vergangenen Epochen neu zu lesen und aufzuführen.
1991 erschien eine erste Aufnahme mit Musik von Manuel de Falla, die insbesondere von der französischen Musikkritik äußerst positiv aufgenommen wurde. Es wurden weitere Aufnahmen mit Werken von Frederic Mompou, Robert Gerhard, Josep Soler und Luis de Pablo eingespielt. 1996  spielte man weltweit erstmals die Oper Pepita Jiménez von Isaac Albéniz ein, eine Fassung, die zuvor von Josep Soler überarbeitet worden war. 1997 erzielte man mit Aufnahmen von Astor Piazolla einen riesigen Erfolg.
Ebenfalls 1997 gab Josep Pons die Position des musikalischen Leiters auf, die er von Beginn an innehatte. Diese Aufgabe wurde jetzt aufführungsabhängig von José Ramón Encinar, Ernest Martínez i Izquierdo, Antoni Ros i Marbà oder auch von den Komponisten, deren Stücke präsentiert wurden, wahrgenommen. Exemplarisch für letzteres Handlungsmuster stehen die Komponisten Joan Guinjoan, Luis de Pablo, Tomás Marco, Egberto Gismonti, George Benjamin und C. Miranda. Man arbeitete mit Solisten wie Victòria dels Àngels, Susan Chilcott oder Dave Liebman zusammen und gab auch Konzerte in England und Frankreich. Neben den eigenen Konzertreihen nahm man auch an internationalen Musikfestivals teil.
Mit und nach Bezug der neuen Spielstätte im Palau de l’Agricultura de Barcelona im Jahr 2001 wurde das Orchester stärker auf die Theaterarbeit ausgerichtet. Das Musikensemble stellte seine Tätigkeit mit Ende der Spielzeit 2002/2003 ein.
Das Orchester erhielt für sein Kulturschaffen im Bereich der Musik 1990 den Premi Nacional de música a l’intèrpret de música contemporània (Interpretenpreis für zeitgenössische Musik) und 1992 den Preis der Stadt Barcelona.